# Lijst van rijksmonumenten in Goudswaard
De plaats Goudswaard telt 26 inschrijvingen in het rijksmonumentenregister. Hieronder een overzicht.
| Object | Oorspronkelijke functie?                       | Bouwjaar                      | Architect | Locatie                | Coördinaten?                  | Nr.?   | Afbeelding |
| --- | ---------------------------------------------- | ----------------------------- | --------- | ---------------------- | ----------------------------- | ------ | --- |
| Hoeve "Bertha Godelieve". Dwars woonhuis onder zadeldak tussen puntgevels; grote stal onder rieten wolfdak | Boerderij                                      | 18e of vroeg 19e eeuw         |           | Achterweg 8            | 51° 46' 32" NB, 4° 15' 59" OL | 17048  | Meer afbeeldingen |
| Nederlands Hervormde Kerk | Kerk en kerkonderdeel                          | 1721, verving kerk uit 1442   |           | Dorpsstraat 19         | 51° 47' 43" NB, 4° 16' 28" OL | 17050  | Meer afbeeldingen |
| Toegangshek, voor de kerk twee geblokte hardstenen hekpijlers met ijzeren hekken | Erfscheiding                                   | 1818                          |           | Dorpsstraat 19         | 51° 47' 43" NB, 4° 16' 28" OL | 17051  | Toegangshek, voor de kerk twee geblokte hardstenen hekpijlers met ijzeren hekken |
| Pand met zolderverdieping en afgewolfd zadeldak. Aan de straatzijde een gevel met ingezwenkte zijkanten en een houten kroonlijst met consoles, begin 19e eeuw. Deur in geblokte houten omlijsting en met gestoken kalf. Vensters met negen- en zestienruitsschuiframen             | Woonhuis                                       | 18e eeuw                      |           | Dorpsstraat 10         | 51° 47' 45" NB, 4° 16' 25" OL | 17052  | Meer afbeeldingen |
| Pand, waarvan de gevel ingezwenkte zijkanten. Driedelige houten onderpui met gesneden deurkalf in Lodewijk XIV-VORMEN. In de vensters zesruitsschuiframen. Stoephek | Woonhuis                                       | 1779 (jaartalstreentje)       |           | Dorpsstraat 16         | 51° 47' 45" NB, 4° 16' 25" OL | 17053  | Meer afbeeldingen |
| Pand met gepleisterde gevel met ingezwenkte zijkanten 18e eeuw. Vensters met zesruitsschuiframen; twee voluutvormige stoephekken | Woonhuis                                       |                               |           | Dorpsstraat 18         | 51° 47' 44" NB, 4° 16' 25" OL | 17054  | Meer afbeeldingen |
| Pand vanwege gevelsteen met cartouche en wapen. Twee ijzeren stoephekken | Woonhuis                                       | 1696 (cartouche)              |           | Dorpsstraat 20         | 51° 47' 44" NB, 4° 16' 24" OL | 17055  | Meer afbeeldingen |
| Twee panden met ingezwenkte gevels, met driehoekige afdekkingen. In de verdiepingen vensters met vier- en twaalfruitsschuiframen | Woonhuis                                       | 18e of vroeg 19e eeuw         |           | Dorpsstraat 32         | 51° 47' 43" NB, 4° 16' 24" OL | 17056  | Meer afbeeldingen |
| Pand met ingezwenkte gevel, waarop een driehoekige bekroning. In de top een venster met twaalfruitsschuifraam, waarboven een gebeeldhouwde cartouche met mansfiguurtje en opschrift, 17e eeuw                                                                                      | Woonhuis                                       | 18e of vroeg 19e eeuw         |           | Dorpsstraat 34         | 51° 47' 43" NB, 4° 16' 26" OL | 17057  | Meer afbeeldingen |
| Klein kerkgebouwtje. Pand onder schilddak en met gevel onder rechte kroonlijst. Boven de deur een hoofdgestel op gesneden palmetconsoles. Vensters in geprofileerde houten omlijstingen met zes- en vierruitsschuiframen                                                           | Kerkgebouw Gereformeerde Gemeente in Nederland | eerste helft 19e eeuw         |           | Dorpsstraat 50         | 51° 47' 42" NB, 4° 16' 26" OL | 17058  | Meer afbeeldingen |
| Pand met ingezwenkte gevel onder driehoekig fronton, waarin het jaartal. In de vensters schuiframen | Woonhuis                                       | 1830 (jaartal)                |           | Dorpsstraat 66         | 51° 47' 40" NB, 4° 16' 27" OL | 17059  | Pand met ingezwenkte gevel onder driehoekig fronton, waarin het jaartal. In de vensters schuiframen |
| Pand zonder verdieping onder pannen zadeldak en houten pand onder een zadeldak | Woonhuis                                       | 1801 en eerste helft 19e eeuw |           | Dorpsstraat 68         | 51° 47' 40" NB, 4° 16' 27" OL | 17060  | Meer afbeeldingen |
| Op de hoek van de Westdijk gelegen pand zonder verdieping onder omlopend pannen schilddak, waarin dakvensters met zijstukken. Deuromlijsting met verdiepte pilasters en hoofdgestel; vensters met zesruitsschuiframen. Stoephekken. Stal achter het woonhuis                       | Woonhuis                                       | begin 19e eeuw                |           | Havenkade 14           | 51° 47' 47" NB, 4° 16' 22" OL | 17061  | Op de hoek van de Westdijk gelegen pand zonder verdieping onder omlopend pannen schilddak, waarin dakvensters met zijstukken. Deuromlijsting met verdiepte pilasters en hoofdgestel; vensters met zesruitsschuiframen. Stoephekken. Stal achter het woonhuis                       |
| Klein poldergemaal, onder zadeldak tussen puntgevels, die als frontons behandeld zijn, met segmentvormige vensters. In de rechter zijgevel getoogde vensters; tegen de linker zijgevel het door een zadeldak gedekte ketelhuis                                                     | Gemaal                                         | midden 19e eeuw               |           | Molendijk 4            | 51° 47' 46" NB, 4° 16' 21" OL | 17062  | Meer afbeeldingen |
| Windlust | Industrie- en poldermolen                      | 1694 (?)                      |           | Molendijk 63           | 51° 47' 45" NB, 4° 16' 38" OL | 17063  | Meer afbeeldingen |
| Boerderij, bestaande uit een gepleisterd woonhuis onder pannen zadeldak, evenwijdig aan de dijk, en een gepotdekselde stal daarachter met aan de zijde van het woonhuis een stenen puntgevel en een rieten zadeldak. Het woonhuis heeft vensters met luiken en zesruitsschuiframen | Boerderij                                      | 18e eeuw                      |           | Molendijk 73           | 51° 47' 43" NB, 4° 16' 46" OL | 17064  | Boerderij, bestaande uit een gepleisterd woonhuis onder pannen zadeldak, evenwijdig aan de dijk, en een gepotdekselde stal daarachter met aan de zijde van het woonhuis een stenen puntgevel en een rieten zadeldak. Het woonhuis heeft vensters met luiken en zesruitsschuiframen |
| Boerderij, bestaande uit een dwars woonhuis onder zadeldak en rechts daarnaast een grote gepotdekselde stal onder rieten wolfdak. Het woonhuis heeft rechts een opkamer, vensters met zesruitsschuiframen en luiken en links een zomerhuis onder zadeldak                          | Boerderij                                      | 18e eeuw                      |           | Molendijk 100          | 51° 47' 23" NB, 4° 18' 6" OL  | 17065  | Meer afbeeldingen |
| "Agatha Johannahoeve" : boerderij, bestaande uit een woonhuis onder zadeldak met puntgevel en een grote bakstenen stal onder pannen wolfdak. Middenlangsdeeltype der Vlaamse schuurgroep.                                                                                          | Boerderij                                      | 18e eeuw                      |           | Oudendijk 1            | 51° 46' 14" NB, 4° 16' 56" OL | 17066  | "Agatha Johannahoeve" : boerderij, bestaande uit een woonhuis onder zadeldak met puntgevel en een grote bakstenen stal onder pannen wolfdak. Middenlangsdeeltype der Vlaamse schuurgroep.                                                                                          |
| Suse's Hoeve | Boerderij                                      | 1937                          |           | Gebrokendijk 6         | 51° 46' 17" NB, 4° 17' 47" OL | 525353 | Meer afbeeldingen |
| Zomerhuis annex karnhuis | Boerderij                                      | midden 19e eeuw (zomerhuis)   |           | Gebrokendijk 6         | 51° 46' 17" NB, 4° 17' 47" OL | 525354 | Meer afbeeldingen |
| Boerderij met woonhuis met ingezwenkte halsgevel en Vlaamse schuur met langsdeel | Boerderij                                      | ca. 1880                      |           | Oudendijk 36           | 51° 46' 9" NB, 4° 16' 18" OL  | 525356 | Boerderij met woonhuis met ingezwenkte halsgevel en Vlaamse schuur met langsdeel |
| Wagenschuur | Boerderij                                      | 1900                          |           | Oudendijk 36           | 51° 46' 9" NB, 4° 16' 18" OL  | 525357 | Wagenschuur |
| Varkenshok | Boerderij                                      | 1900                          |           | Oudendijk 36           | 51° 46' 9" NB, 4° 16' 18" OL  | 525358 | Upload foto |
| Toegangshek | Erfscheiding                                   | 1875-1900                     |           | Oudendijk 36           | 51° 46' 9" NB, 4° 16' 18" OL  | 525359 | Toegangshek |
| Schuur | Boerderij                                      | 1850-1900                     |           | Molendijk tegenover 73 | 51° 47' 43" NB, 4° 16' 46" OL | 525371 | Upload foto |
| Suse's hoeve: toegangshek | Erfscheiding                                   | 1937                          |           | Gebrokendijk bij 6     | 51° 46' 18" NB, 4° 17' 48" OL | 526215 | Meer afbeeldingen |